# Křovinořez

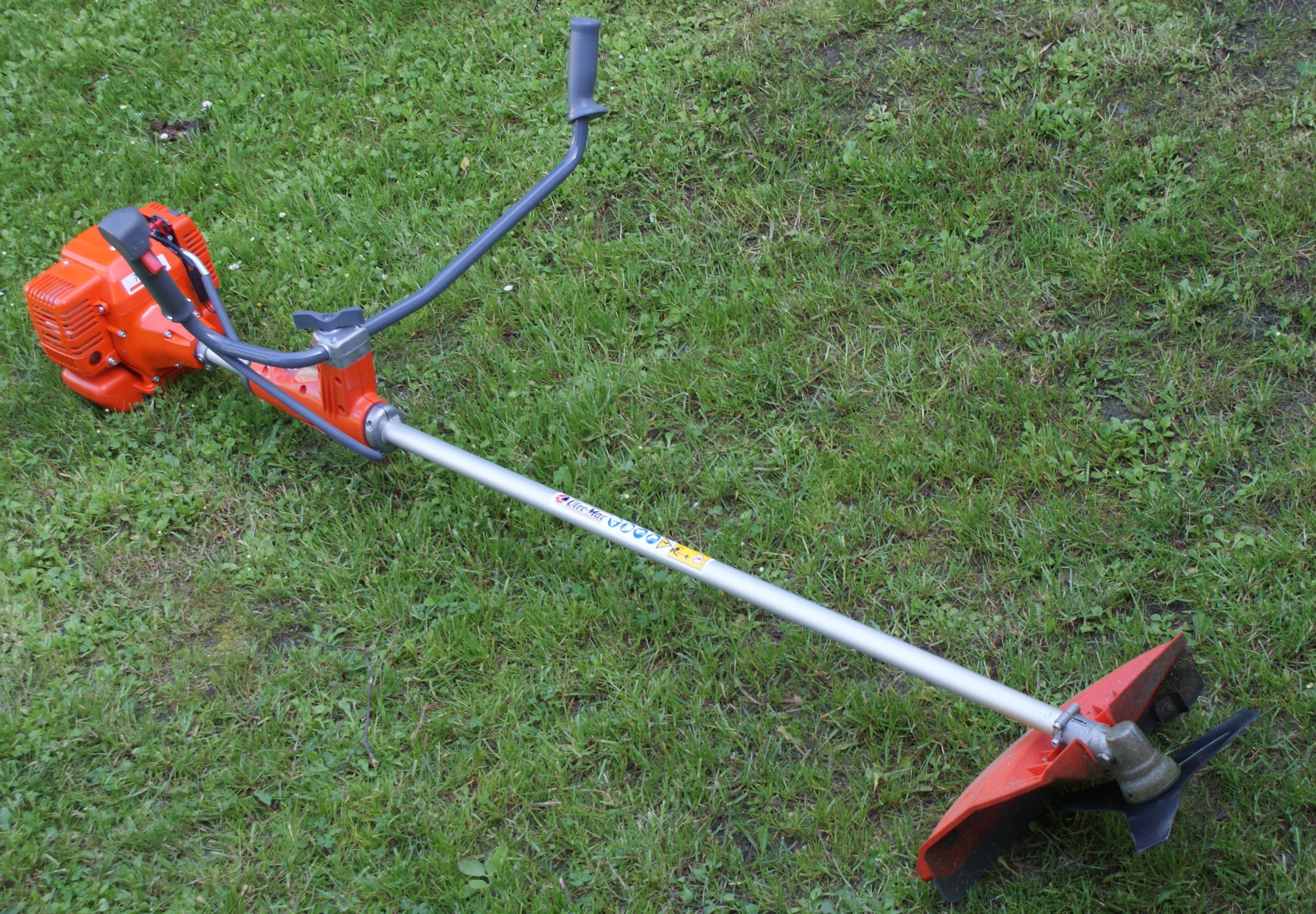
Poloprofesionální křovinořez s dvoutaktním motorem zavěšovaný na bok pracovníka

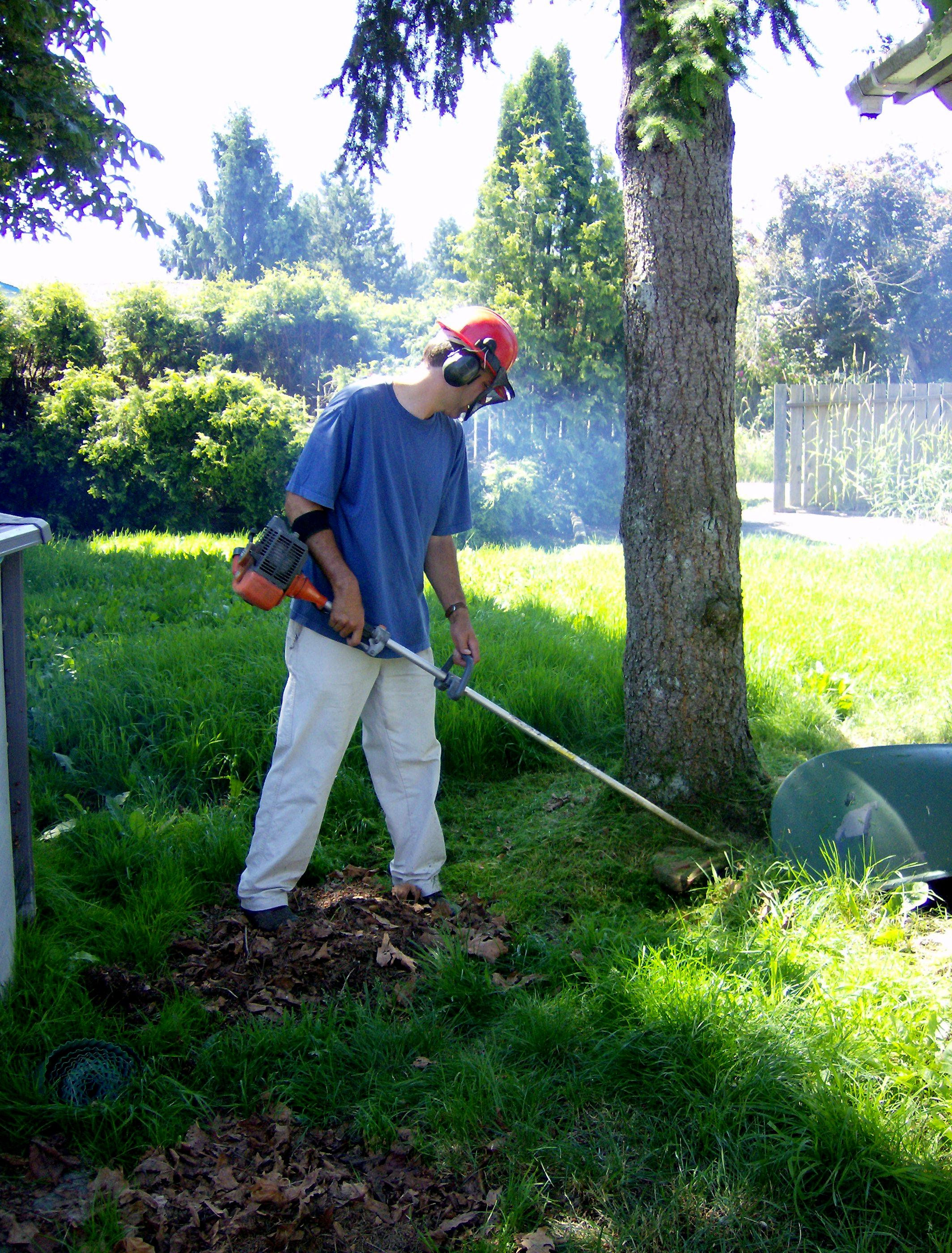
Použití strunového krovinořezu na zahradě

Křovinořez (motorová kosa, vyžínač, strunová sekačka) slouží k vyžínání a sekání vysoké trávy případně neudržovaných a hustých porostů s příměsí křovin ocelovými noži nebo strunou. Může tak do jisté míry nahradit rotační sekačku při sekání travních ploch. Lze s nimi však také pomocí speciálních pilových kotoučů s dlátovitým nebo sekacím ozubením řezat nežádoucí dřeviny a křoviny do průměru kmene cca 15cm.
Pohonem bývá obvykle dvoudobý spalovací motor, který přenáší točivý moment na pracovní nástroj (strunu, žací nůž nebo pilový kotouč). Některé vyžínače mohou být poháněny i elektromotorem, jejich výhodou je pak nižší hmotnost.
Podle výkonu motoru dělíme křovinořezy na
- hobby
- farmářské (poloprofesionální)
- a profesionální–lesnické, určené pro náročný denní provoz

Podle místa, kde bývá nástroj uchycen na těle pracovníka, rozeznáváme křovinořezy umístěné na boku, ty jsou nejběžnější, a na zádech.

## Princip
Krovinořez pracuje na principu, že struna, která se dostatečně rychle otáčí je držena venku z rotačního kotouče velmi strnule pomocí odstředivé síly. Rychlejší otáčky zvyšují pevnost struny. Dokonce i oblá nylonová struna dokáže sekat trávu i tenké dřevnaté rostliny. Některé jednovláknové struny navržené pro silnější sekačky mají rozšířený tvar hvězdy, který pomáhá struně materiál rozseknout - struna pak dokáže sekat dost velké dřevité rostliny (malé keře). Tyto struny dělají disky méně potřebnými pro těžké práce.